# سادا (لا كرونيا)
بلدية سادا (بالإسبانية: Sada)‏، هي إحدى بلديات مقاطعة لا كرونيا إحدى مقاطعات إسبانيا، و التي تقع في منطقة جليقية شمال غرب إسبانيا.
يبلغ عدد سكانها 11,686 نسمة وفقاً لإحصائية سنة (2002).

## أعلام
- خافيير فرنانديز